# 이즈미가오카정
이즈미가오카정(일본어: 泉ヶ丘町)은 [일본]] 오사카부 센보쿠군에 설치되었던 정이다. 현재의 사카이시 나카구와 미나미구에 해당한다.